# 인천비 서울비
《인천비 서울비》는 1985년 7월 7일에 MBC TV에서 방영되었던 베스트셀러극장이다.

## 줄거리
주인공 「나」(김동수)는 하숙집 건너편에 사는 정숙(방희)을 짝사랑한다. 「나」는 정숙하고 얘기를 나누다가 그녀가 몸을 파는 여자이며, 하룻밤 같이 잔 남자가 버리고 간 어린 아이를 데리고 있다는 걸 알게 된다. 「나」는 정숙과 함께 아이의 부모를 찾아 인천으로 향하는데...

## 출연
- 김동수
- 방희
- 변희봉
- 안채령
- 김수미
- 박경현
- 신국
- 김지영
- 박경순
- 강미
- 최선균
- 김명희
- 사상기
- 박용근
- 정성모
- 이은철
- 조형기
- 윤철형
- 이장훈
- 김영석